# マリア・アンナ・ヨーゼファ・フォン・エスターライヒ (1683-1754)
マリア・アンナ・ヨーゼファ・フォン・エスターライヒ （Maria Anna Josepha von Österreich, 1683年9月7日 - 1754年8月14日）は、ポルトガル王ジョアン5世の王妃。

## 生涯
神聖ローマ皇帝レオポルト1世と皇后エレオノーレ・マグダレーネの娘として生まれた。ポルトガルではマリア・アナ・デ・アウストリア（Maria Ana de Áustria）と呼ばれた。
1708年、母方の従弟にあたるジョアンと結婚、7子の母となった。
- バルバラ・デ・ブラガンサ（1711年 - 1758年）：　スペイン王フェルナンド6世妃
- ペドロ（1712年 - 1714年）：　第14代ブラガンサ公
- ジョゼ1世（1714年 - 1777年）
- カルルシュ（1716年 - 1730年）
- ペドロ3世（1717年 - 1786年）：　マリア1世（ジョゼ1世の娘）の王配
- アレシャンドレ（1723年 - 1728年）

1742年、卒中を起こし体の一部に麻痺が残った王の代わりに、国務を司った。1750年にジョアンが亡くなると、王太子ジョゼに受け継いだ。
1754年の死後、遺体はリスボンに葬られたが、心臓はウィーンに運ばれ、皇室の納骨堂に納められた。